# Иванов Александр Николаевич (штабс-ротмистр)
Александр Николаевич Иванов — сын подполковника Николая Александровича Иванова, владельца сельца Панинского Вяземского уезда. Уже в Исповедальной ведомости села Осташева от 1824 года уже значился ребёнком возраста двух лет. Проживал в отцовском имении Панинском. У Александра был младший братья Николай и Виссарион, сестра Елизавета. Александр Иванов — профессиональный военный, состоял на службе с 1839 году в уланском Его Высочества Принца Фридриха Виртембергского полку. На службу вступил унтер-офицером в 1839 году, юнкер в 1840 году, корнет 1840 году, поручик в 1843 году, уволен за болезнью 1846 г. Стоит отметить, что многие представители рода Ивановых прошли через службу в Уланском полку. Когда-то в нём служили дядья Александра: Фёдор и Василий. По службе достиг чина штабс-ротмистра, уволен по болезни в 1846 году. Имел награды: орден Святого Владимира IV степени, медаль «В память войны 1853—1856 гг».
Женился на богатой помещицей Марье Павловне Дятковой. Мать Марьи — Елизавета Дядькова, участвовавшая в возведении каменного храма в селе Осташево во славу Рождества Пресвятой Богородицы совместно с братом Александра — Николаем Николаевичем. Деревни Изъялово, Ульяново и Семёновская перешли с заключением брака к Александру Николаевичу. К Сеченино и Нивкам по раздельному акту с другими наследниками Василия Александровича Иванова к племяннику ушли Малышкино и Енино. Енино — деревня, известная с 1594 года, перешла к бабке Александра — гвардии прапорщице Александре Григорьевне Ивановой в 1820-е годы. С того времени оно передавалось по наследству в семье Ивановых. Причём именно Ивановым Енино обязано раздвоением топонима Енино, что приводит к ошибкам. «Ениным» именовалась в статистических данных деревня, а названием «Энина» был наделён Энинский владельческий дом, то есть усадьба. От деревни она находилась в версте, и на 1859 год там проживали 1 мужчина и 1 женщина. Но на документацию метрических книг такое разграничение в повествовании так и не распространилось: "Ротмистра Александра Иванова деревни Энина " и "Ротмистра Александра Иванова сельца Энина. Александру Николаевичу было суждено войти в историю, как последнему енинскому помещику. 1861-й, освобождение крестьян. В 1863 году было заведено дело «о выкупе временнообязанными крестьянами А. Н. Иванова деревень Ениной и Малышкиной Вяземского уезда Смоленской губернии», хранящееся в Российском Государственном Историческом Архиве. Согласно документации помещик сделал освобождаемым дар «для округления крестьянского надела». Запись об этом попала и в наработки выдающегося смоленского историка Дмитрия Ивановича Будаева.
В этом действии прослеживается схожесть с братом Николаем, который передал поселянам деревни Мальцево всю землю, находившуюся в их пользовании до обнародования положения об освобождении от крепостной зависимости: «дабы не производить огреху» . Высоковские жители получили от Николая Николаевича дар «в видах пользы крестьян и для округления их земельных наделов». В 1864 году собственность Александра Николаевича соседствовала в пустоши Чичикина, что восточнее Енино, с мещанином Григорием Кузьминым Яковлевым — одним из представителей рода Яковлевых, выходцев из дворовых людей. Причём в то время, как ивановские 164 десятины удобной земли были пустошью, 17 десятин яковлевских стали хутором.
Таково было завершение совместной истории деревни Енино и её последнего помещика. Однако карьера Александра Николаевича в Вяземском уезде продолжилась. В 1873 году он в качестве почётного мирового судьи вместе с двоюродным братом Фёдором Фёдоровичем присутствовал на съезде мировых судей. В период активной деятельности в 1870-е годы Алекандр Николаевич числился губернским гласным от Вяземского уезда. Журналы губернского земского собрания свидетельствуют, что Иванов не присутствовал на большинстве заседаний. 1-го, 2-го, 3-го декабря 1871 года Александр Иванов совместно с Дмитрием Путято (все дни), В. В. Воронцом (все дни) и Константином Засецким (3 декабря) участвовал в очередном заседании земского собрания. В 1878 году он числился не только судьёй, но и членом уездного по крестьянским делам присутствия, вместе с владельцем соседней усадьбы Третьяково- Николаем Кардо-Сысоевым. На съезде судей он был «непременным членом» и почётным судьёй. Там же он находился и в 1880 году. В период с 1891 по 1892 гг. Александр Николаевич руководил пятым военно-конским участком Вяземского уезда.
5 октября 1907 года в возрасте 87 лет Александр Николаевич Иванов скончался.